# Хуана Мануэль де Вильена
Хуана Мануэль де Вильена (1339 — 27 марта 1381, Саламанка) — королева-консорт Кастилии и Леона (1369—1379), супруга графа Энрике де Трастамара, будущего короля Кастилии Энрике II (1334—1379).

## Биография
Родилась в 1339 году. Единственная дочь Хуана Мануэля (1282—1348) от третьего брака с Бланкой Нуньес де Лара (1311—1347). По отцовской линии Хуана Мануэль была внучкой Мануэля Кастильского (1234—1283) и Беатрисы Савойской (1250—1292), а по материнской линии — Фернана де ла Серда (1275—1322) и Хуаны Нуньес де Лара (1285—1351).
Хуана был сестрой Фернандо Мануэля де Вильены (ум. 1351), герцога де Вильена, сеньора де Эскалона и Пеньяфьель.
После свадьбы с будущим Энрике II Хуана де Мануэль носила титул сеньоры де Эскалона и Пеньяфьель. В наследство от своей матери она получила сеньорию Бискайя.
Её старшая сестра, Констанса Мануэль (1315/1323 — 1345), была дважды замужем. В 1325 году она стала женой короля Кастилии Альфонсо XI (1311—1350), но их брак в 1327 году был расторгнут. В 1336 году она вторично вышла замуж за португальского инфанта Педру (1320—1367), будущего короля Португалии в 1357—1367 годах. Констанса скончалась в 1345 году, вскоре после рождения второго сына Фернанду.
27 июля 1350 года Хуана де Мануэль в королевском дворце в Севилье вступила в брак с графом Энрике де Трастамара (1334—1379), внебрачным сыном короля Кастилии Альфонсо XI Справедливого и его любовницы Элеоноры де Гусман. Энрике де Трастамара вел борьбу за королевским престол со своим старшим сводным братом, королем Педро I Жестоким. В 1369 году Энрике разгромил Педро в битве при Монтьеле, а затем умертвил его, заняв вакантный королевский престол Кастилии и Леона.
Хуана Мануэль скончалась в Саламанке 27 марта 1381 года. Она была похоронена в королевской часовне Толедского кафедрального собора, где также был похоронен её супруг Энрике II.

## Брак и дети
Энрике II Кастильский и Хуана Мануэль де Вильена имели трех детей:
- Хуан I де Кастилия (1358—1390), король Кастилии и Леона (1379—1390);
- Элеонора де Кастилия (1362—1415), жена короля Наварры Карла III;
- Хуана де Кастилия (1367—1374), умерла в детстве.